# Lavergne (Lot-et-Garonne)
Lavergne é uma comuna francesa na região administrativa da Nova Aquitânia, no departamento Lot-et-Garonne. Estende-se por uma área de 19,72 km². Em 2010 a comuna tinha 604 habitantes (densidade: 30,6 hab./km²).